# 思陵站
思陵站（：／ Sareung yeok */?）是京春線沿線的一座地面車站，位於韓國京畿道南楊州市真乾邑思陵里。站名源自鄰近的定順王后的陵墓思陵。本站有ITX-青春列車停靠。

## 車站構造
站體為2面4線雙島式月台的地面車站，候車月台設有月台幕門，僅有1處出口。

### 月台配置
| ↑ 退溪院        |
| ４３ \| ２１ \| |
| 金谷 ↓          |

| 月台 | 路線                        | 目的地                   |
| ---- | --------------------------- | ------------------------ |
| 1、2 | ●首都圈電鐵京春線、ITX-青春 | 坪內好坪、加平、春川方向 |
| 3、4 | ●首都圈電鐵京春線、ITX-青春 | 龍山、清涼里、上鳳方向   |

## 歷史
- 1939年7月25日：以配置簡易站開始營業。
- 1973年1月1日：降格為無配置簡易站。
- 2010年7月22日：配合京春線複線電汽化工程，臨時車站啟用。
- 2010年12月21日：電汽化工程完工，首都圈電鐵京春線開始運行。
- 2011年6月20日：急行列車開始停靠。
- 2012年2月28日：ITX-青春列車開始停靠，同時急行列車不再停靠。
- 2017年1月31日：急行列車恢復於平日停靠。

## 車站周邊
- 思陵（朝鲜语：사릉 (조선)）
- 思陵汽車工廠
- 真乾圖書館
- 真乾衛生支所

## 圖片

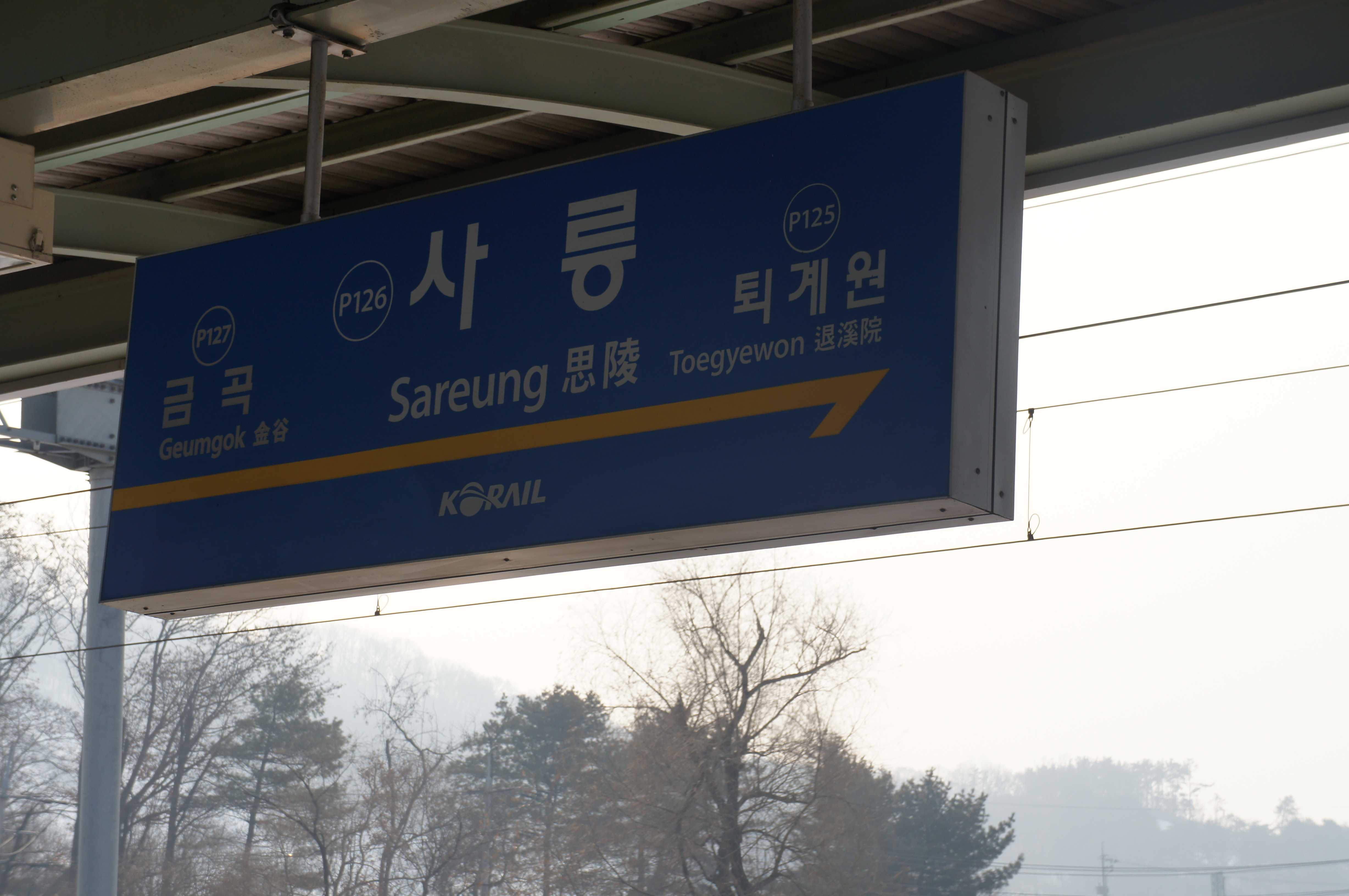
站名牌
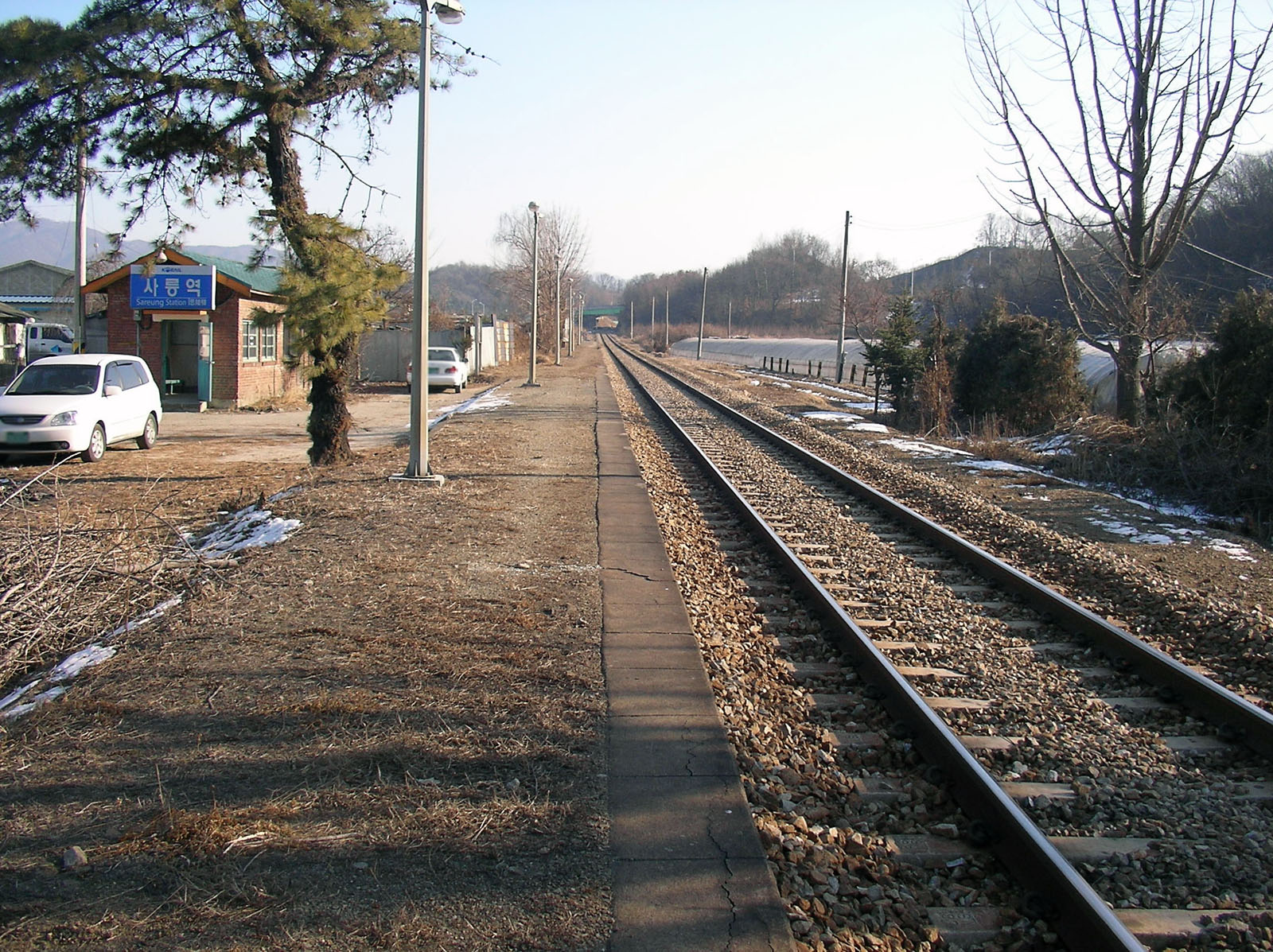
舊站舍與單線軌道

## 相鄰車站
韓國鐵道公社
●首都圈電鐵京春線
急行、ITX-青春
退溪院（P125）－思陵（P126）－坪內好坪（P128）
緩行
退溪院（P125）－思陵（P126）－金谷（P127）